# Pławno (gromada w powiecie radomszczańskim)
Pławno – dawna gromada, czyli najmniejsza jednostka podziału terytorialnego Polskiej Rzeczypospolitej Ludowej w latach 1954–1972.
Gromady, z gromadzkimi radami narodowymi (GRN) jako organami władzy najniższego stopnia na wsi, funkcjonowały od reformy reorganizującej administrację wiejską przeprowadzonej jesienią 1954 do momentu ich zniesienia z dniem 1 stycznia 1973, tym samym wypierając organizację gminną w latach 1954–1972.
Gromadę Pławno siedzibą GRN w Pławnie utworzono – jako jedną z 8759 gromad na obszarze Polski – w powiecie radomszczańskim w woj. łódzkim, na mocy uchwały nr 36/54 WRN w Łodzi z dnia 4 października 1954. W skład jednostki weszły obszary dotychczasowych gromad Pławno i Stanisławice ze zniesionej gminy Pławno, obszary dotychczasowych gromad Wygoda i Zagórze ze zniesionej gminy Gidle oraz obszary dotychczasowych gromad Gowarzów i Ludwików wraz z wsią Borki z dotychczasowej gromady Widzówek ze zniesionej gminy Zawada w tymże powiecie. Dla gromady ustalono 26 członków gromadzkiej rady narodowej.
Gromada przetrwała do końca 1972 roku, czyli do kolejnej reformy gminnej.